# Арома (Јура)
Арома (фр. Aromas) насеље је и општина у источној Француској у региону Франш-Конте, у департману Јура која припада префектури Лон ле Соније.
По подацима из 2011. године у општини је живело 550 становника, а густина насељености је износила 29,33 становника/km². Општина се простире на површини од 18,75 km². Налази се на средњој надморској висини од 470 метара (максималној 660 m, а минималној 390 m).

## Демографија
| 1962. | 1968. | 1975. | 1982. | 1990. | 1999. | 2011. |
| ----- | ----- | ----- | ----- | ----- | ----- | ----- |
| 479   | 437   | 387   | 353   | 344   | 495   | 550   |

График промене броја становника у току последњих година